# 拉斯穆森島
拉斯穆森島（英語：Rasmussen Island），是南極洲的島嶼，位於葛拉漢地西岸，處於瓦丁頓灣北部，由比利時探險隊命名，該島嶼現時由南極條約體系管理。